# Prionomastix siccarius
Prionomastix siccarius är en stekelart som beskrevs av Annecke 1962. Prionomastix siccarius ingår i släktet Prionomastix och familjen sköldlussteklar. Inga underarter finns listade i Catalogue of Life.